# 罗兰·杜斯
罗兰·杜斯（法語：Roland Douce，1939年5月18日—2018年11月3日），法国植物学家。
1990年，杜斯当选为法国科学院通讯院士，1996年成为院士。 1997年，杜斯当选为美国国家科学院院士。